# Parlementsverkiezingen in Mali (1964)
De Parlementsverkiezingen in Mali van 1979 vonden op 12 juni plaats. Het land kende een eenpartijstelsel met de Union soudanaise - Rassemblement démocratique africain (US-RDA) van president Modibo Keïta als enige toegestane partij. Bijgevolg kwamen alle 80 zetels in de Nationale Vergadering in handen van de US-RDA.
| Partij                            | Partij                                                 | Zetels    | %      |
| --------------------------------- | ------------------------------------------------------ | --------- | ------ |
|                                   | Union soudanaise - Rassemblement démocratique africain | 80        | 100,00 |
| Totaal                            | Totaal                                                 | 80        | 100,00 |
|                                   |                                                        |           |        |
| Geldige stemmen                   | Geldige stemmen                                        | 2.154.711 | 99,99% |
| Ongeldige stemmen/ blanco stemmen | Ongeldige stemmen/ blanco stemmen                      | 2.185     | 0,10%  |
| Geregistreerde kiezers/ opkomst   | Geregistreerde kiezers/ opkomst                        | 2.425.696 | 88,92% |
| Bron: AED                         |                                                        |           |        |

US-RDA: 2.154.711 stemmen
Ongeldig/ blanco: 21.85 stemmen